# Birds Aren't Real

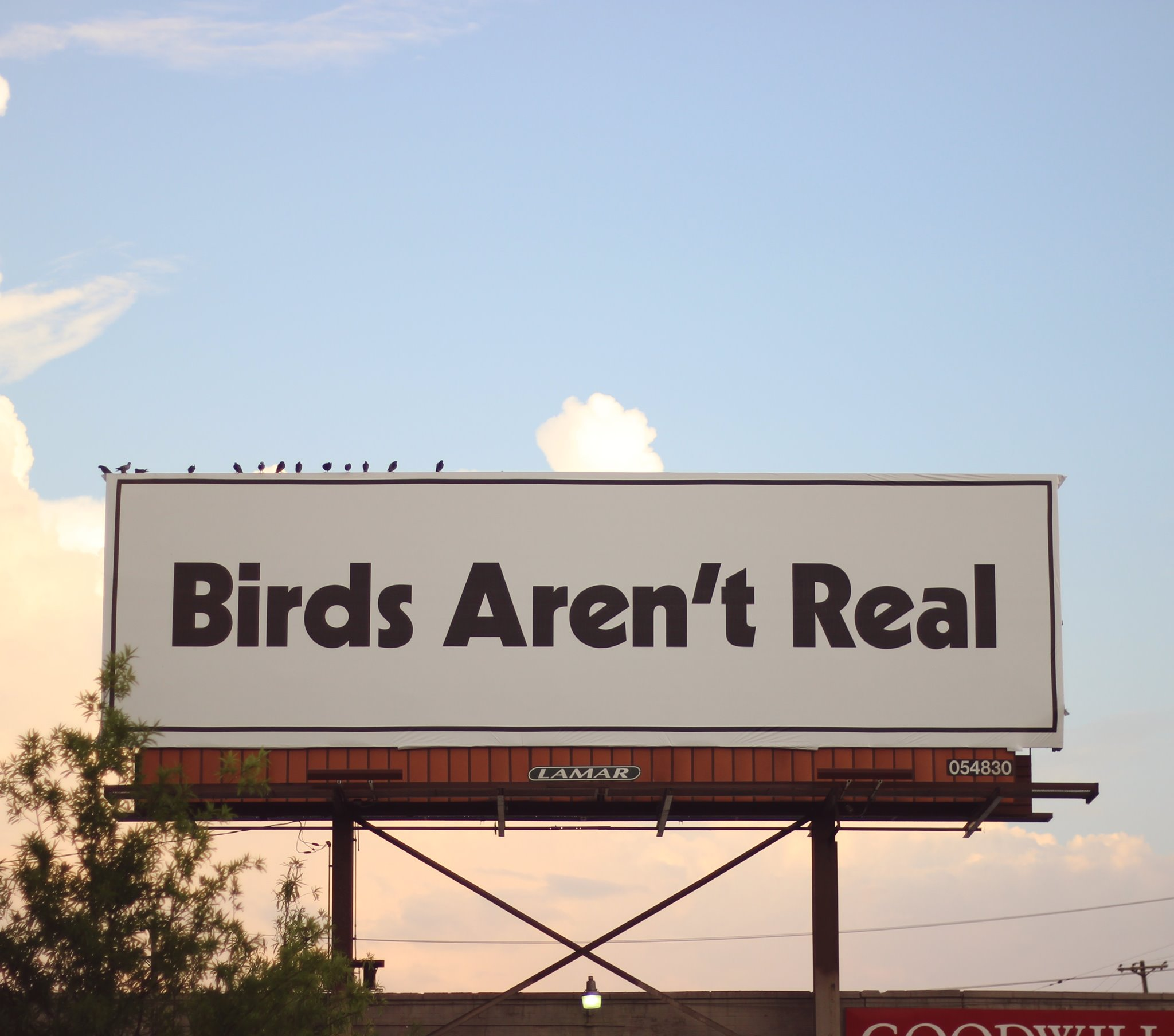
Cartellone affisso dal movimento Birds Aren't Real a Memphis (2019)

Birds Aren't Real (lett. "gli uccelli non sono reali") è il nome di una teoria del complotto umoristica, stando alla quale gli uccelli negli Stati Uniti d'America sarebbero in realtà dei droni che hanno lo scopo di spiare gli statunitensi.

## Descrizione
Stando a questa fantasia umoristica, il governo degli Stati Uniti, tra il 1959 e il 1971 (o dal 1959 al 2001, secondo altre versioni), fatto sterminare tutti gli uccelli per rimpiazzarli con droni camuffati da volatili a cui verrebbe affidato il compito di spiare i cittadini statunitensi. Stando alla beffa, i droni-uccelli si ricaricano appoggiandosi ai cavi elettrici, defecano sulle automobili al fine di tracciare i loro bersagli e il presidente John Fitzgerald Kennedy sarebbe stato assassinato a causa della sua riluttanza a uccidere i veri uccelli. Tra gli slogan più usati dal movimento vi è If it flies, it spies (lett. "se vola, spia").

## Storia
La teoria cospirativa nacque per scherzo su iniziativa di Peter McIndoe, un giovane dell'Arkansas, il gennaio 2017. Per prendersi gioco dei contro-manifestanti filo-Trumpiani presenti alla Women's March tenuta a Memphis, McIndoe prese un cartello e scrisse "Gli uccelli non sono reali" (in inglese Birds Aren't Real). Il fatto venne da lui filmato e il relativo video pubblicato online, dando così origine al fenomeno. Lo stesso anno, McIndoe pubblicò su Facebook uno stato in cui affermava di aver ideato pochi mesi prima un gruppo "particolarmente apprezzato su Instagram" di teorici della cospirazione; in seguito smentì la cosa, affermando che era in realtà stato scritto da un collaboratore. Nel 2021, McIndoe affermò di non aver mai creduto a quella teoria. Benché nato per gioco, il movimento Birds Aren't Real raccoglie anche individui che credono alla teoria. Stando a quanto riportò nel 2021 MSNBC, al movimento aderivano migliaia di persone; secondo una stima dello stesso anno de Il Foglio, il loro numero era pari a quasi un milione di seguaci.